# Kuternogowa
Kuternogowa (956 m) – szczyt w Paśmie Lubania w Gorcach.
Kuternogowa znajduje się w południowym grzbiecie zachodniego wierzchołka Lubania. Grzbiet ten poprzez Kuternogową i przełęcz Drzyślawę biegnie do Wdżaru i oddziela doliny potoków Kluszkowianka (po zachodniej stronie) i Krośnica (po wschodniej stronie).
Kuternogowa jest całkowicie porośnięta lasem. Jej wschodnim stokami, w niedalekiej odległości od szczytu, biegnie szlak turystyczny na Lubań. Przez szczyt Kuternogowej biegnie granica między wsiami Krośnica i Klikuszowa w województwie małopolskim, w powiecie nowotarskim.

## Szlaki turystyczne
odcinek: Snozka – Drzyślawa – Kuternogowa – Wyrobki – polana Wierch Lubania. Odległość 6,1 km, suma podejść 580 m, suma zejść 20 m, czas przejścia 2 godz. 30 min, z powrotem 1 godz. 40 min. Na polanie Wierch Lubania skrzyżowanie z Głównym Szlakiem Beskidzkim wiodącym przez szczyt Lubania.